# Eduard Friedrich Wilhelm Pflüger

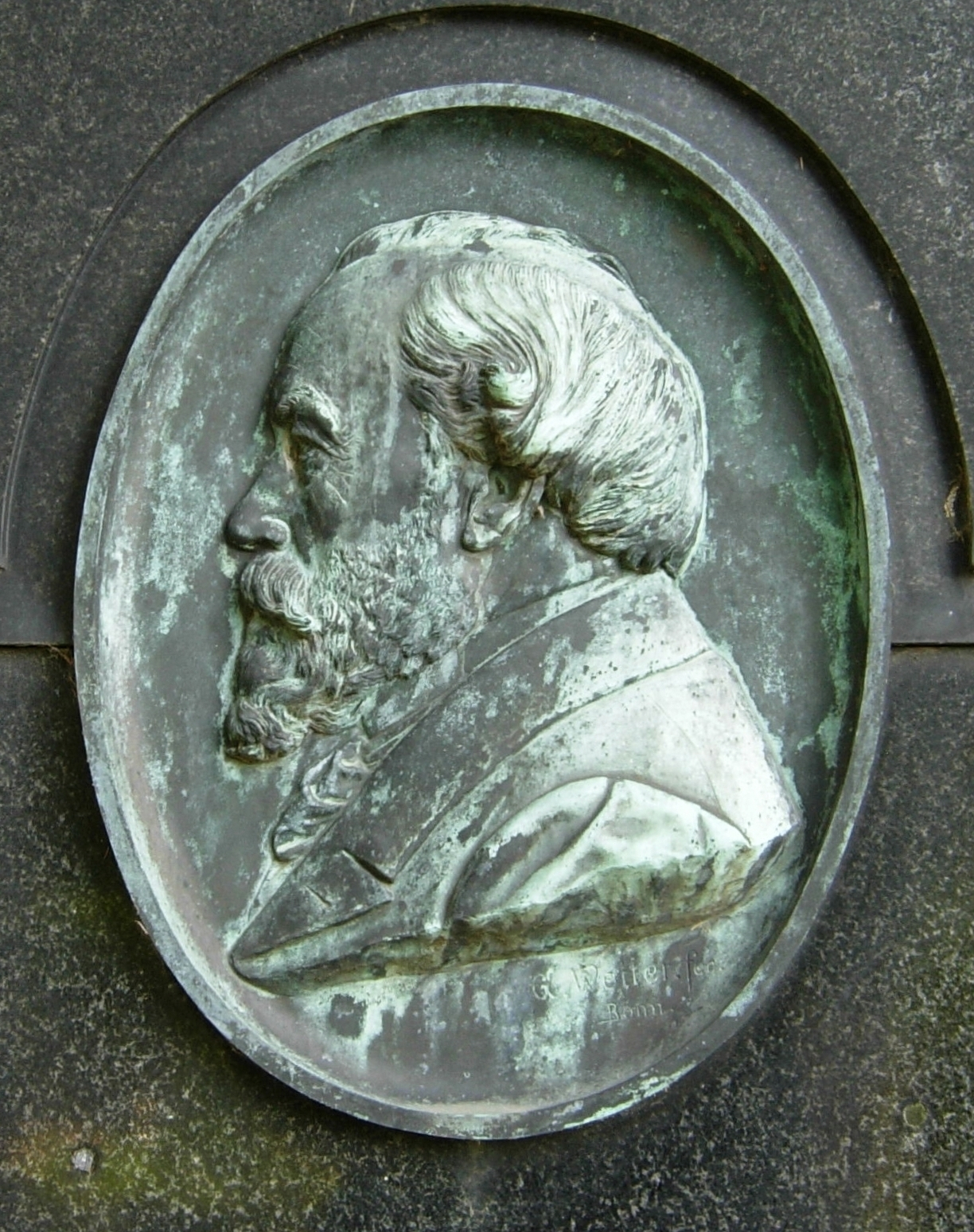
Podobizna Eduarda Pflügera na tablicy pamiątkowej

Eduard Friedrich Wilhelm Pflüger (ur. 7 czerwca 1829 w Hanau, zm. 16 marca 1910 w Bonn) – niemiecki fizjolog.
W 1850 rozpoczął studia medyczne na Uniwersytecie w Marburgu, od 1851 kontynuował je w Berlinie pod kierunkiem Emila du Bois-Reymonda, pracował jako asystent Emila Du Bois-Reymonda, habilitował się z fizjologii w 1858 roku. W 1859 objął katedrę fizjologii w Bonn jako następca Hermana Helmholtza, w roku akademickim 1889-1890 był rektorem w Bonn; w 1909 otrzymał cywilny Order Pour le Mérite.Odkrył zjawisko zwane elektrotonusem, które dotyczy pobudliwości nerwów i mięśni. Wykazał, że tlen jest używany przez wszystkie tkanki zwierząt oraz że miejscem końcowej fazy oddychania są komórki.

## Publikacje
- Ueber die Kunst der Verlängerung des menschlichen Lebens - Bonn, 1890